# Municipio de Clear Creek (condado de Keokuk)
El municipio de Clear Creek (en inglés: Clear Creek Township) es un municipio ubicado en el condado de Keokuk en el estado estadounidense de Iowa. En el año 2010 tenía una población de 222 habitantes y una densidad poblacional de 2,35 personas por km².

## Geografía
El municipio de Clear Creek se encuentra ubicado en las coordenadas 41°17′57″N 92°0′34″O / 41.29917, -92.00944. Según la Oficina del Censo de los Estados Unidos, el municipio tiene una superficie total de 94.52 km², de la cual 94,09 km² corresponden a tierra firme y (0,45 %) 0,43 km² es agua.

## Demografía
Según el censo de 2010, había 222 personas residiendo en el municipio de Clear Creek. La densidad de población era de 2,35 hab./km². De los 222 habitantes, el municipio de Clear Creek estaba compuesto por el 99,1 % blancos, el 0,9 % eran de otras razas. Del total de la población el 2,7 % eran hispanos o latinos de cualquier raza.